# Túnel de Vadiello

## Historia
Los túneles de Vadiello son un conjunto de siete túneles situados dentro del término municipal de Loporzano, en la provincia de Huesca. Fueron construidos en la década de los años 60 del pasado siglo con el único fin de construir el embalse de Vadiello, embalse que fue inaugurado en 1971 y que con sus 16 hm³ es la principal fuente de agua de boca de Huesca capital.
El embalse de Vadiello se ubica a unos 15 km al noreste de Huesca capital dentro del actual Parque natural de la Sierra y los Cañones de Guara. Para acceder al embalse se construyó la carretera  HU-330  que es la que alberga los 7 túneles que conducen hasta Vadiello.
En la actualidad esta zona es muy visitada por la gran belleza de la zona, la posibilidad de hacer numerosas excursiones y la gran presencia de aves rapaces que habitan en las escarpadas paredes que rodean al embalse.

## Características
Las longitudes de los 7 túneles son: 
- Vadiello 1: 90 m.
- Vadiello 2: 35 m.
- Vadiello 3: 24 m.
- Vadiello 4: 86 m.
- Vadiello 5: 32 m.
- Vadiello 6: 144 m.
- Vadiello 7: 80 m.

La longitud total de los siete túneles es de 491 metros, en un tramo carretero de poco más de 4 kilómetros. Los 7 túneles son túneles monotubos, excavados en roca viva, estrechos y sin iluminación, sin embargo esto no supone ningún problema para la circulación debido al que la carretera conduce a un fondo de saco y registra un escaso tráfico.